# Oresbius cognatus
Oresbius cognatus là một loài tò vò trong họ Ichneumonidae.